# TKOL RMX 1234567
TKOL RMX 1234567 är ett remixalbum av det brittiska bandet Radiohead, utgivet i september 2011.

## Låtlista
| 1.           | Little by Little (Caribou remix)                  | 5:40         |
| 2.           | Lotus Flower (Jacques Greene remix)               | 7:10         |
| 3.           | Morning Mr Magpie (Nathan Fake remix)             | 4:52         |
| 4.           | Bloom (Harmonic 313 remix)                        | 5:04         |
| 5.           | Bloom (Mark Pritchard remix)                      | 6:07         |
| 6.           | Feral (Lone remix)                                | 5:17         |
| 7.           | Morning Mr Magpie (Pearson Sound Scavenger remix) | 4:38         |
| 8.           | Separator (Four Tet remix)                        | 7:03         |
| Total längd: | Total längd:                                      | Disc 1 45:51 |

| 1.           | Give Up the Ghost (Thriller Houseghost remix) | 6:13                      |
| 2.           | Codex (Illum Sphere remix)                    | 4:34                      |
| 3.           | Little by Little (Shed remix)                 | 4:49                      |
| 4.           | Give Up the Ghost (Brokenchord remix)         | 5:05                      |
| 5.           | TKOL (Altrice remix)                          | 6:02                      |
| 6.           | Bloom (Blawan remix)                          | 7:29                      |
| 7.           | Good Evening Mrs Magpie (Modeselektor remix)  | 7:44                      |
| 8.           | Bloom (Objekt remix)                          | 5:21                      |
| 9.           | Bloom (Jamie xx rework)                       | 2:28                      |
| 10.          | Separator (Anstam remix)                      | 4:50                      |
| 11.          | Lotus Flower (SBTRKT remix)                   | 5:22                      |
| Total längd: | Total längd:                                  | Disc 2 60:00 Total 105:51 |

## Topplistor
| Land           | Högsta listplacering |
| -------------- | -------------------- |
| Storbritannien | 34                   |
| Belgien        | 43                   |
| Italien        | 63                   |
| Frankrike      | 79                   |
| Irland         | 48                   |
| Nederländerna  | 74                   |
| Schweiz        | 95                   |
| USA            | 50                   |